# Język bezkontekstowy
Język bezkontekstowy (ang. context-free language) – język formalny taki, że istnieje niedeterministyczny automat ze stosem decydujący czy dany łańcuch należy do języka. Równoważnie, taki, że istnieje dlań gramatyka bezkontekstowa. W hierarchii Chomskiego jest zdefiniowany jako język typu 2.
Rodzina języków regularnych jest podzbiorem zbioru języków bezkontekstowych.
Każdy język bezkontekstowy jest językiem kontekstowym.
Języki bezkontekstowe mają ważne znaczenie w informatyce, m.in. w budowie kompilatorów; patrz analiza składniowa.

## Gramatyka bezkontekstowa
Każdy język bezkontekstowy jest generowany przez pewną gramatykę bezkontekstową. Nazwa ta bierze się od tego, że wszystkie jej reguły są postaci {\displaystyle A\to \Gamma ,} gdzie {\displaystyle A} jest dowolnym symbolem nieterminalnym, i którego znaczenie nie zależy od kontekstu w jakim występuje, a {\displaystyle \Gamma } to dowolny (być może pusty) ciąg symboli terminalnych i nieterminalnych.
Do zapisu reguł można stosować notację Backusa-Naura.

### Przykład
Język słów postaci {\displaystyle \{a^{n}b^{n}:n\in \mathbb {N} \}} jest generowany przez:
{\displaystyle S\to aSb,}
{\displaystyle S\to \epsilon .}
Słowo {\displaystyle aaabbb} możemy wyprowadzić:
{\displaystyle S\to aSb\to aaSbb\to aaaSbbb\to aaabbb.}

### Przykład – język Dycka
Język „poprawnie rozstawionych nawiasów”, czyli takich wyrażeń, które mają tyle samo wystąpień znaku {\displaystyle (} i znaku {\displaystyle ),} i w każdym prefiksie słowa jest nie mniej {\displaystyle (} od {\displaystyle )} (można sprawdzić, że takie warunki rzeczywiście są równoważne temu, że nawiasy są poprawnie rozstawione) jest generowany przez:
{\displaystyle S\to \epsilon ,}
{\displaystyle S\to (S),}
{\displaystyle S\to SS.}
Słowo {\displaystyle ((())())} można wyprowadzić:
{\displaystyle S\to (S)\to (SS)\to (S(S))\to ((S)(S))\to (((S))())\to ((())()).}
Ten język nazywa się językiem Dycka. Ogólnie, możemy zdefiniować język Dycka {\displaystyle D_{n}} dla {\displaystyle n} możliwych rodzajów nawiasów (tj. nad alfabetem {\displaystyle \{(_{1},)_{1},(_{2},)_{2},\dots ,(_{n},)_{n}\}}) za pomocą gramatyki
{\displaystyle S\to \epsilon }
{\displaystyle S\to (_{1}S)_{1}}
{\displaystyle S\to (_{2}S)_{2}}
{\displaystyle \vdots }
{\displaystyle S\to (_{n}S)_{n}}
{\displaystyle S\to SS}

## Własności
Podane poniżej własności mają charakter algorytmiczny, tj. pisząc, że język {\displaystyle X} jest bezkontekstowy, istnieje stała {\displaystyle n}, istnieje język regularny {\displaystyle R} mamy na myśli także fakt, że można podać algorytm wyznaczający te obiekty, dostający na wejściu dane reprezentowane w efektywnej postaci. W efektywny sposób jest wykonywalna konwersja między gramatyką bezkontekstową a niedeterministycznym automatem ze stosem (w obydwie strony).
- Języki bezkontekstowe są zamknięte ze względu na konkatenację, sumę, domknięcie Kleene’ego, odbicie lustrzane i przecięcie z językami regularnymi: jeżeli {\displaystyle L} i {\displaystyle L'} są językami bezkontekstowymi oraz {\displaystyle R} jest językiem regularnym, to językami bezkontekstowymi są zawsze {\displaystyle L\cup L',} {\displaystyle LL',} {\displaystyle L^{*},} {\displaystyle L^{R},} {\displaystyle L\cap R.}

- Postać normalna Chomskiego: każdą gramatykę bezkontekstową, której język nie generuje słowa pustego można sprowadzić do postaci, w której każda reguła ma postać {\displaystyle A\to BC} lub {\displaystyle A\to a,} gdzie {\displaystyle A,B,C} to symbole nieterminalne, {\displaystyle a} to symbol terminalny. Tę postać normalną wykorzystuje się w algorytmie CYK.

- Postać normalna Greibach: każdą gramatykę bezkontekstową, której język nie generuje słowa pustego można sprowadzić do postaci, w której każda reguła ma postać {\displaystyle A\to aX,} gdzie {\displaystyle A} to symbol nieterminalny, {\displaystyle a} to symbol terminalny, {\displaystyle X} to ciąg (być może pusty) symboli nieterminalnych.

- Lemat o pompowaniu: Dla każdego języka bezkontekstowego istnieje takie {\displaystyle n,} że każde słowo {\displaystyle z} tego języka długości większej od {\displaystyle n} można zapisać w postaci {\displaystyle uvwxy,} gdzie {\displaystyle |vwx|<n,} przynajmniej jedno z {\displaystyle v} i {\displaystyle x} jest niepuste, i dla każdego {\displaystyle k,} {\displaystyle uv^{k}wx^{k}y} należy do tego języka.

- Lemat Ogdena: dla każdego języka bezkontekstowego istnieje takie {\displaystyle n,} że każde słowo {\displaystyle z} w którym oznaczymy więcej niż {\displaystyle n} symboli można zapisać w postaci {\displaystyle uvwxy,} gdzie ilość oznaczonych symboli w {\displaystyle vwx} jest mniejsza od {\displaystyle n,} przynajmniej jedno z {\displaystyle v} i {\displaystyle x} zawiera oznaczony symbol, i dla każdego {\displaystyle k,} {\displaystyle uv^{k}wx^{k}y} należy do tego języka. Lemat o pompowaniu jest szczególnym przypadkiem lematu Ogdena, w którym oznacza się wszystkie symbole.

- Twierdzenie Parikha: Niech {\displaystyle f\colon A^{*}\to \mathbb {N} ^{A}} przyporządkowuje słowu wektor liczby wystąpień każdej litery w słowie (np. {\displaystyle f(aba)=(2,1)} dla {\displaystyle A=\{a,b\}}). Wówczas dla każdego języka bezkontekstowego {\displaystyle L\subseteq A^{*}} istnieje język regularny {\displaystyle R} taki, że {\displaystyle f(L)=f(R).} Przykład: dla {\displaystyle L=\{a^{n}b^{n}:n\in \mathbb {N} \}} można wziąć {\displaystyle R=(ab)^{*}.}

- Twierdzenie Chomskiego-Schützenbergera: dla każdego języka bezkontekstowego {\displaystyle L\subseteq A^{*}} istnieje liczba naturalna {\displaystyle n,} język regularny {\displaystyle R} nad alfabetem {\displaystyle A_{n}=\{(_{1},)_{1},\dots ,(_{n},)_{n}\}} oraz homomorfizm {\displaystyle f\colon A_{n}^{*}\to A^{*}} taki, że {\displaystyle L=f(D_{n}\cap R)} ({\displaystyle D_{n}} to język Dycka).

### Przecięcie języków bezkontekstowych i dopełnienie języka bezkontekstowego
Dopełnienie języka bezkontekstowego albo przecięcie dwóch języków bezkontekstowych nie musi być językiem bezkontekstowym.
Przykład: język {\displaystyle \{a^{n}b^{n}c^{n}:n\in \mathbb {N} \}} nie jest bezkontekstowy (co można wykazać korzystając z lematu o pompowaniu). Język ten jednak jest przecięciem dwóch języków bezkontekstowych {\displaystyle \{a^{n}b^{m}c^{m}:n,m\in \mathbb {N} \}} i {\displaystyle \{a^{n}b^{n}c^{m}:n,m\in \mathbb {N} \}.}
Dopełnienie języka bezkontekstowego {\displaystyle \{a^{n}b^{m}c^{k}:n,m,k\in \mathbb {N} ,n\neq m\lor m\neq k\}} nie jest językiem bezkontekstowym. Gdyby było, to po przecięciu z językiem regularnym {\displaystyle a^{*}b^{*}c^{*}} dostalibyśmy język bezkontekstowy (tymczasem dostajemy {\displaystyle \{a^{n}b^{n}c^{n}:n\in \mathbb {N} \}}).
Dla każdego {\displaystyle n\geqslant 1} istnieje język, który można przedstawić jako przecięcie {\displaystyle n+1} języków bezkontekstowych, ale nie można przedstawić jako przecięcie {\displaystyle n} języków bezkontekstowych.

## Podklasy klasy języków bezkontekstowych
- Języki liniowe to języki, dla których istnieje gramatyka, w której po prawej stronie każdej reguły znajduje się co najwyżej jeden nieterminal. Nie każdy język bezkontekstowy jest językiem liniowym; za przykład może służyć {\displaystyle \{a^{n}b^{n}c^{m}d^{m}:n,m\in \mathbb {N} \}.}

- Języki bezkontekstowe deterministyczne to języki rozpoznawalne przez deterministyczny automat ze stosem. Są one zamknięte ze względu na dopełnienie i przecięcie z językami regularnymi. Nie każdy język bezkontekstowy jest językiem deterministycznym; za przykład może służyć {\displaystyle \{a^{n}b^{m}c^{k}:n,m,k\in \mathbb {N} ,n\neq m\lor m\neq k\}.} (Gdyby był on deterministycznym językiem bezkontekstowym, to jego dopełnienie przecięte z {\displaystyle a^{*}b^{*}c^{*}} – {\displaystyle \{a^{n}b^{n}c^{n}:n\in \mathbb {N} \}} również takie by było. Ale ten język nie jest nawet bezkontekstowy.)

- Języki jednoznaczne to języki, dla których istnieje jednoznaczna gramatyka bezkontekstowa – gramatyka, w której każde słowo może mieć tylko jedno drzewo wyprowadzenia. Przykładem języka niejednoznacznego jest {\displaystyle \{a^{n}b^{n}c^{m}d^{m}:n,m\in \mathbb {N} \}\cup \{a^{n}b^{m}c^{m}d^{n}:n,m\in \mathbb {N} \}.}

## Rozstrzygalność
W językach regularnych praktycznie wszystkie problemy decyzyjne są rozstrzygalne.
Nie jest to już jednak prawdą w językach bezkontekstowych.
Rozstrzygalne są takie problemy jak:
- czy dane słowo należy do danego języka (algorytm CYK wykonuje ten test w czasie {\displaystyle \Theta (n^{3})}),
- czy istnieje jakiekolwiek słowo, które należy do danego języka,
- czy do danego języka należy co najmniej {\displaystyle n} słów,
- czy dany język zawiera nieskończenie wiele słów.

Nierozstrzygalne problemy to natomiast m.in.:
- czy istnieje jakiekolwiek słowo, które nie należy do danego języka,
- czy dane dwa języki są równe,
- czy jeden język bezkontekstowy jest podzbiorem drugiego,
- czy istnieje słowo wspólne dla danych dwóch języków,
- czy dany język jest jednoznaczny,
- czy dana gramatyka jest jednoznaczna.

### Dowód nierozstrzygalności istnienia wspólnego słowa
Pytanie czy przekrój 2 języków jest niepusty można zredukować do problemu odpowiedniości Posta – niech {\displaystyle (u_{i},v_{i})} oznacza {\displaystyle i}-tą parę słów w systemie Posta.
Stwórzmy dwa języki bezkontekstowe {\displaystyle L_{1}} i {\displaystyle L_{2}{:}}
{\displaystyle L_{1}\to u_{i}b_{i},} dla każdego {\displaystyle i} odpowiadającego parze słów w systemie Posta,
{\displaystyle L_{1}\to u_{i}L_{1}b_{i},}
{\displaystyle L_{2}\to v_{i}b_{i},}
{\displaystyle L_{2}\to v_{i}L_{2}b_{i},}
gdzie {\displaystyle b_{i}} są nowymi symbolami terminalnymi, niewystępującymi w żadnym {\displaystyle u_{i}} ani {\displaystyle v_{i}.}
Wygenerowane słowo języka {\displaystyle L_{1}} składa się ze słowa wygenerowanego przez pierwszy język systemu Posta, oraz (odwróconego) znaczenia tego słowa:
{\displaystyle u_{i_{1}}u_{i_{2}}u_{i_{3}}\cdots u_{i_{n}}b_{i_{n}}\cdots b_{i_{3}}b_{i_{2}}b_{i_{1}}.}
Analogiczną postać mają słowa wygenerowane przez {\displaystyle L_{2}.} Czyli jeśli istnieje słowo wspólne dla {\displaystyle L_{1}} i {\displaystyle L_{2},} to w systemie Posta, na podstawie którego zostały zbudowane, istnieje słowo rozwiązujące pozytywnie problem odpowiedniości w tym systemie.
Ponieważ jednak problem odpowiedniości Posta jest nierozstrzygalny, nierozstrzygalne jest też istnienie wspólnego słowa.

### Dowód nierozstrzygalności jednoznaczności gramatyki
Weźmy dwa jednoznaczne języki {\displaystyle L_{1}} i {\displaystyle L_{2}} o rozłącznych nieterminalach, i symbolach startowych odpowiednio {\displaystyle S_{1}} i {\displaystyle S_{2},} Zbudujmy następującą gramatykę o symbolu startowym {\displaystyle S{:}}
{\displaystyle S\to S_{1},}
{\displaystyle S\to S_{2},}
plus wszystkie produkcje obu języków.
Gramatyka taka jest jednoznaczna wtedy i tylko wtedy, gdy nie istnieje słowo należące jednocześnie do {\displaystyle S_{1}} i {\displaystyle S_{2}.} Ponieważ dla każdego systemu Posta potrafimy zbudować jednoznaczne gramatyki (poprzedni dowód), rozwiązanie problemu jednoznaczności rozwiązywałoby problem odpowiedniości Posta.
A zatem problem ten jest nierozstrzygalny.